# Villemotier
Villemotier – miejscowość i gmina we Francji, w regionie Owernia-Rodan-Alpy, w departamencie Ain.

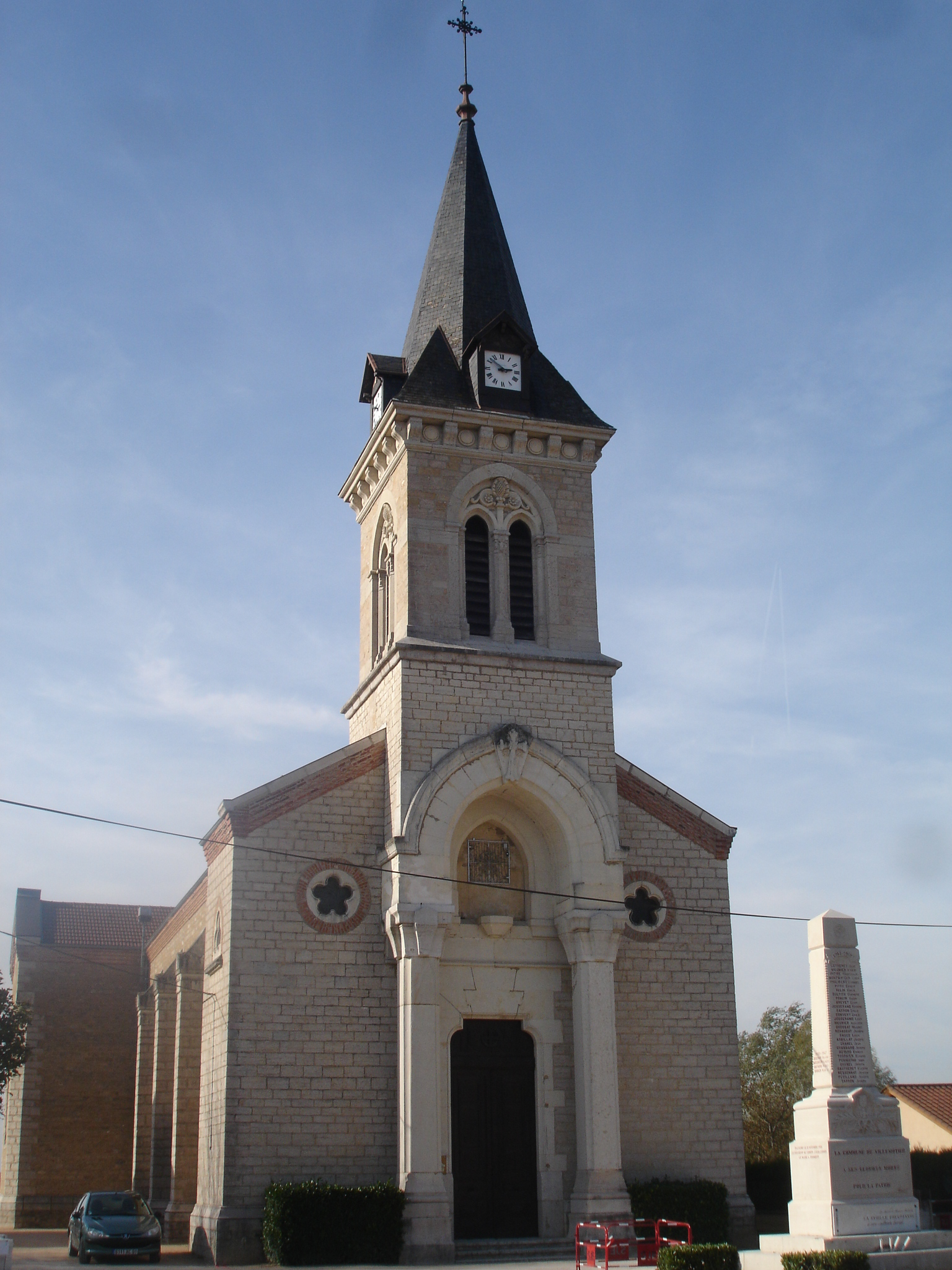
Kościół Narodzenia Najświętszej Marii Panny (2010 r.)

## Demografia
Według danych na styczeń 2012 roku gminę zamieszkiwało 657 osób, a gęstość zaludnienia wynosiła 47,4 osób/km².